# Sabljići
Sabljići su naselje u Hrvatskoj u sastavu općine Malinske – Dubašnice. Nalaze se u Primorsko-goranskoj županiji.

## Zemljopis
Nalaze se na otoku Krku. Sjeverozapadno su Vantačići, sjeverno su Turčić i Zidarići, sjeveroistočno su Milčetići, Bogovići, Kremenići, Žgombići, Milovčići, Oštrobradić, istočno su Ljutići, Barušići, Sveti Anton i Sveti Ivan, jugoistočno su Strilčići i jezero Ponikve, jugozapadno su Poljica i Nenadići.

## Stanovništvo
| broj stanovnika | 47    | 52    | 72    | 72    | 56    | 49    | 35    | 32    | 36    | 35    | 28    | 16    | 14    | 9     | 13    | 21    | 31    |
|                 | 1857. | 1869. | 1880. | 1890. | 1900. | 1910. | 1921. | 1931. | 1948. | 1953. | 1961. | 1971. | 1981. | 1991. | 2001. | 2011. | 2021. |